# Pseuderanthemum comptonii
Pseuderanthemum comptonii är en akantusväxtart som beskrevs av Spencer Le Marchant Moore. Pseuderanthemum comptonii ingår i släktet Pseuderanthemum och familjen akantusväxter. Inga underarter finns listade i Catalogue of Life.